# Милева Радуловић Рашић
Милева Радуловић Рашић (дев. Мишковић; Земун, 14. октобар 1844 — Београд, 15. октобар 1909) била је српска драмска глумица.

## Биографија и каријера
Први супруг јој је био глумац Никола Рашић, а други познати београдски војни марвени лекар Радуловић. Основну школу завршила је у Земуну, а након тога похађала је девојачку школу у Новом Саду, где је дебитовала 1863. године, што је забележила штампа. Њена сестра Анастазија Мишковић такође је била глумица.
У Српско народно позориште је дошла из вршачког дилетантског друштва, октобра 1862. године, када је одиграла волонтерски Катицу у Молијеровим Помодаркама, а 1. фебруара 1863. примљена је у стални ангажман; 30. октобра 1868. прешла је у Народно позориште у Београду.
Од 1871. до 1874. била је чланица Хрватског народног казалишта у Загребу, одакле је у два маха, 1872. и 1873, гостовала у Београду. У сезони 1874/75. наступала је у путујућој дружини Ђорђа Пелеша, а од октобра 1875. је поново ступила у Народном позоришту у Београду и у њему остала до краја своје глумачке каријере, где је била једна од најцењенијих глумица.
За време српско-турског рата 1876/77. била је на фронту као добровољна болничарка. Двадесетпетогодишњицу свог уметничког рада прославила је 17. јануара 1889. улогом Баба-Хрке у комичној оперети Врачара, а 30. марта 1899. 35-огодишњицу као Госпођа Бонивар у Дуплој пуници.
Одликована је Орденом Светог Саве V и IV реда. Била је узорна у уметничкој и радној дисциплини, свестрано брижљиво студиозна, стваралачки увек лепо надахнута и по природи динамична, изразито реалистична и природна карактерна и комична глумица, у свакој улози нова, инвентивна, оригинална, типски и изражајно занимљива, способна да игром испуни сцену, живећи на њој у пуној мери и истинито. Она је на сцену у игри увек доносила нове, необичне и занимљиве уметничке садржаје.
Рецензент Драгомир Јанковић истицао је још 1889. са одушевљењем да не зна „за другу глумицу и глумца овде који би се могли изједначити с њом у савршено натуралистичкој игри. Дајте јој било коју улогу, она ће начинити од ње нешто пријатно и оригинално“. Она је, сем тога, певала лепим и јаким алтом у оперетама и у комадима с певањем и била врло запажена поред истакнуте певачице Марије Цветићке. Д. Јанковић ју је хвалио као прототип домородне „субрете која себи нема равне“.
У медијима је забележено да је Милева, као жена војног марвеног лекара становала на Топчидеру, иако већ старица, одлазила је са представа по ноћи, путовала двоколицама, мрзнући се на снегу и киши, а сутрадан опет била на проби у позоришту.

## Улоге
- Катица (Помодарке)
- Мајсторица (Вампир и чизмар)
- Мекићка (Војнички бегунац)
- Соколовићка (Инкогнито)
- Пуница (Пркос)
- Ана (Шаран)
- Сељанка (Стари бака и његов син хусар)
- Марта (Низ бисера)
- Драгићка (Први састанак)
- Мати Барбо (Цврчак)
- Јевросима (Ђурађ Бранковић)
- Доња Леонсија (Лек од пуница)
- Госпођа Меније (Париски колотер)
- Милерова жена (Сплетка и љубав)
- Едита (Доктор Робен)
- Влајко (Зидање Раванице)
- Фатима (Миљко Мрконић)